# Saint-Didier-la-Forêt
 Saint-Didier-la-Forêt  es una población y comuna francesa, situada en la región de Auvernia, departamento de Allier, en el distrito de Vichy y cantón de Escurolles.

## Demografía
| 572 | 514 | 427 | 381 | 375 | 360 |
| Para los censos de 1962 a 1999 la población legal corresponde a la población sin duplicidades (Fuente: INSEE [Consultar]) |     |     |     |     |     |